# Debululik
Debululik is een bestuurslaag in het regentschap Belu van de provincie Oost-Nusa Tenggara, Indonesië. Debululik telt 1167 inwoners (volkstelling 2010).